# 김태왕
김태왕(한국 한자: 金泰旺, 1988년 11월 16일 ~ )은 대한민국의 축구 선수로서 포지션은 수비수이다.

## 축구인 생활

### 선수 생활
2010년 11월 9일에 열린 K-리그 신인 드래프트에서 성남 일화 천마에 6순위로 입단해 2011년에 프로 데뷔하였고, 3월 20일 상주 상무 피닉스와의 경기에서 후반 13분에 교체출전하며 데뷔전을 치렀다.